# Leptinotarsa
Leptinotarsa là một chi của bọ cánh cứng ăn lá.

## Các loài
Các loài nổi tiếng là:
- Bọ khoai tây Colorado, Leptinotarsa decemlineata
- Bọ khoai tây giả, Leptinotarsa juncta,

Các loài khác gồm
- Leptinotarsa behrensi
- Leptinotarsa collinsi
- Leptinotarsa defecta
- Leptinotarsa haldemani
- Leptinotarsa heydeni
- Leptinotarsa lineolata
- Leptinotarsa peninsularis
- Leptinotarsa rubiginosa
- Leptinotarsa texana
- Leptinotarsa tlascalana
- Leptinotarsa tumamoca
- Leptinotarsa typographica
- Leptinotarsa undecimlineata

## Hình ảnh

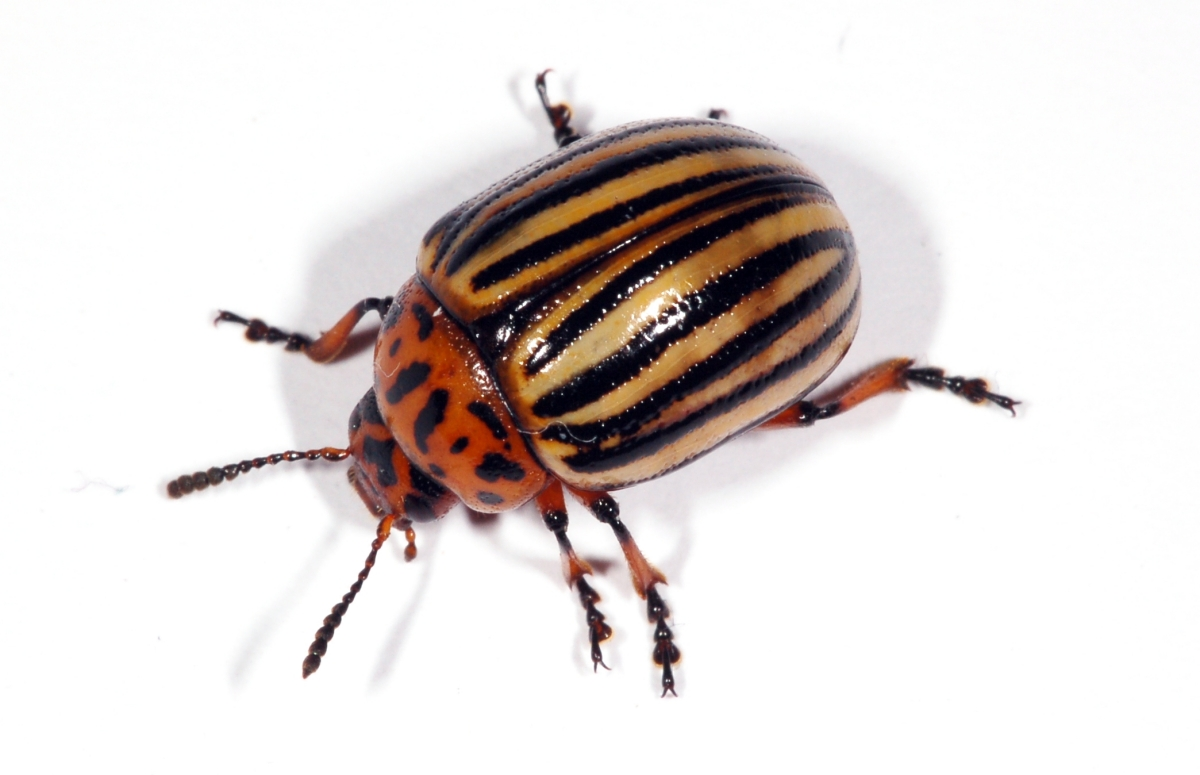